# 変成シリコーン
変成シリコーン（へんせいシリコーン）とは、シリコーン樹脂（シリコーンを主成分とする合成樹脂）のうち、ゴム状のものであり、主に建築系の分野で使用されシーリング材、コーキング材とも言われる。
一般に液体の状態で市販されており、1液性と2液性に大別される。
1液性は湿気や酸素で硬化したり、乾燥によって硬化していくのに対し、2液性は基剤と硬化剤を混ぜて反応硬化する。
1液性タイプは専用のシーリングガンで押し出し塗布する。
耐候性が高く、外壁、窓枠、屋根、配管、浴室、コンクリートの亀裂補修などに多く使用され、耐久年数は10年〜15年とされている。
耐熱性（-30℃〜90℃）がよく、目地周辺の非汚染性にも良い特性がある。また、柔軟性がありムーブメントの大きい金属類への使用可能である。